# Генадий от Марсилия
Генадий от Марсилия също Генадий Схоластик или Генадий от Масилия (Gennadius, Gennadius Scholasticus, Gennadius de Marsella; † 496 г.) е християнски свещеник и историк през 5 век.
Неговото най-известно произведение е De Viris Illustribus (За прочути мъже), биографии на повече от деветдесет важни християни от 392 г. до 495 г., с което продължава произведението със същото име (De Viris Illustribus) на Йероним Блажени.
Генадий е свещеник в Марсилия (тогава Масилия) и съвременник на папа Геласий I (упр. 492 – 496).
Той знае гръцки и е старателен преводач и критик.